# Хане, Рафаэль д’
Рафаэль д’Хане (нидерл. Rafaël D'Haene; род. 29 сентября 1943, Гуллегем, ныне в составе Вевелгема) — бельгийский композитор.
Окончил Брюссельскую консерваторию (1967), ученик, прежде всего, Виктора Легле; занимался также в Париже у Анри Дютийо. С 1970 г. преподаёт сам; на протяжении ряда лет возглавлял нидерландскоязычное отделение Брюссельской консерватории (в 2008 г. ему на смену пришёл Петер Свиннен). Получил ряд национальных и международных премий, в том числе Премию Лили Буланже (Париж, 1977) и первый приз Международного конкурса композиторов в Аликанте (1972, за кантату «Жалоба Ариадны» на слова Фридриха Ницше). Среди других сочинений д’Хане выделяется вокальный цикл «Сонеты к Орфею» на стихи Райнера Марии Рильке (1987) и полный отголосков романтизма Концерт для скрипки с оркестром (1989).